# 北門信用金庫

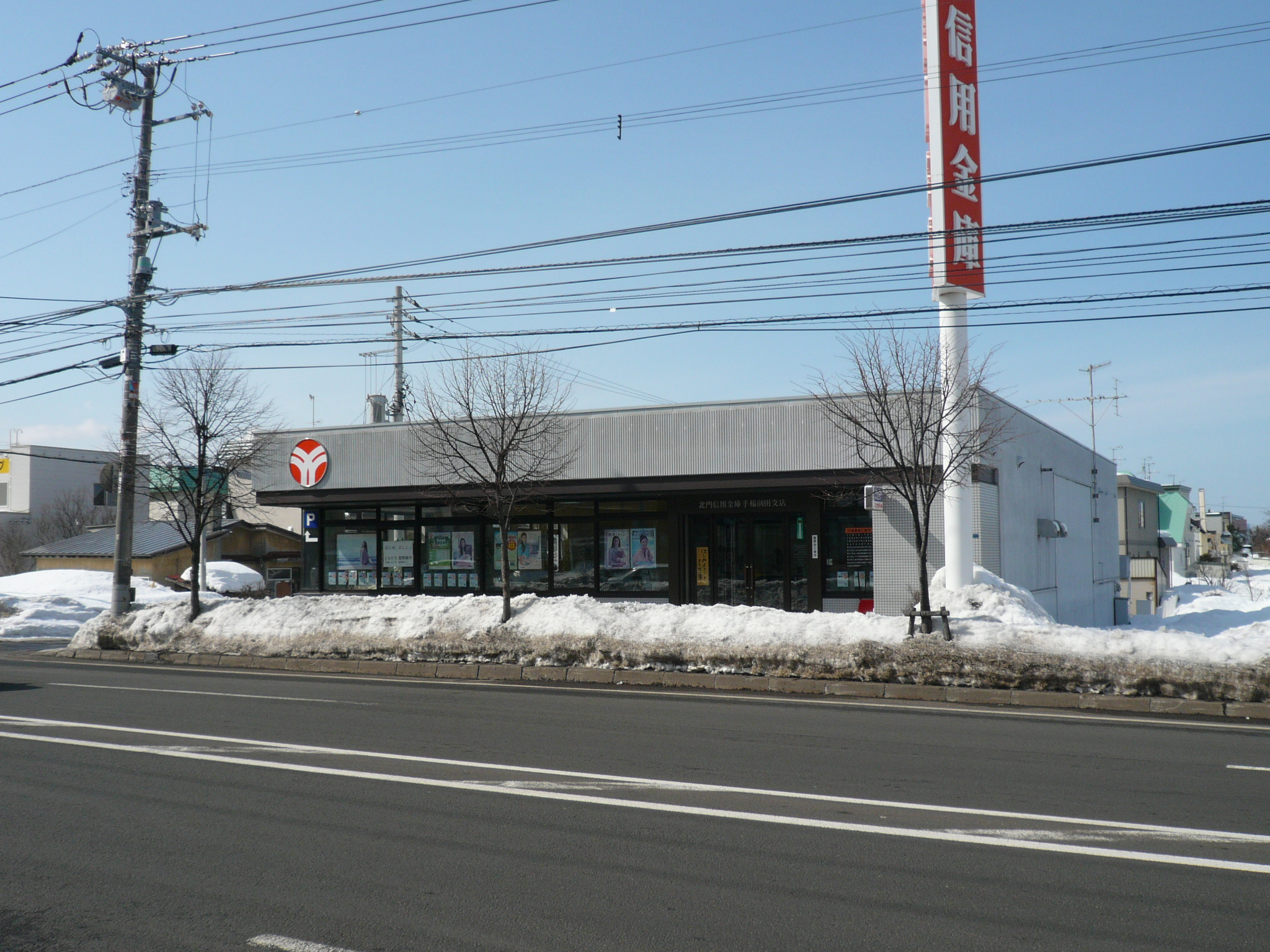
北門信用金庫手稲前田支店（2012年3月）

北門信用金庫（ほくもんしんようきんこ、英語：Hokumon Shinkin Bank）は、北海道滝川市に本店を置く信用金庫。滝川市・歌志内市・奈井江町・上砂川町・浦臼町・新十津川町の指定金融機関である。通称は「ほくもん」。

## 概要
1949年（昭和24年）1月18日に滝川町の経済界有志により市街地信用組合法に基づいて「滝川信用組合」として設立。同年2月8日に営業を開始した。
1951年（昭和26年）6月施行の信用金庫法に基づき、同年10月に中空知信用金庫に改組。1978年（昭和53年）10月に営業30周年を記念して北門信用金庫に改称した。
名称の「北門」は明治時代に空知地方は屯田兵村が最も多く配置されたことから「北門の地」と呼ばれ、特に1898年（明治31年）の上川鉄道開業まで石狩川の水運や鉄道網の北端として交通の拠点で屯田兵の重要拠点とされた空知太（現在の砂川市）が「北門」と呼ばれたことに由来する。中空知信用金庫時代に業務地域の拡大に伴い「中空知」の名称の誤読や他の空知管内の金融機関と混同を招いていたために変更された。
当金庫は滝川市に本店を置き、主に中空知9市町（滝川市・赤平市・芦別市・歌志内市・砂川市・奈井江町・上砂川町・浦臼町・新十津川町）を中心に営業活動が行われている。南空知の岩見沢市にも支店を置き、また、札幌市周辺にも支店を置いている。
深川市に本店のある北空知信用金庫は滝川市に支店を置いているのにもかかわらず、当金庫は深川市に支店を置いていない（営業エリアには含まれている）。
自己資本比率は20.28%となっている（2011年9月30日現在、国内基準）。2009年3月期には保有株式の評価損等の影響で当期純損失が約31億円と大幅な赤字を計上したため、一時自己資本比率が低下する局面もあったが、すぐに従前の水準まで回復している。
ロゴマークは北門信用金庫への変更に合わせて永井一正がデザインし、金庫の基本理念に基づき地域社会と地縁の強い信用金庫が互いに腕を組み歩む姿と限りない発展を上方に伸びる植物の成長になぞらえたものとしている。横浜市営地下鉄とロゴマークのデザインが酷似しているが、特に関係はない。

## 沿革[5]
- 1949年（昭和24年）
  - 1月18日 - 市街地信用組合として滝川信用組合を創立、滝川町（現・滝川市）・赤平町（現・赤平市）・芦別町（現・芦別市）・歌志内町（歌志内市）・砂川町（現・砂川市）を営業地区とする[6]。組合章は滝川町章に「信」を浮き彫りで重ねたものとした。
  - 2月8日 - 営業開始[6]。
  - 2月20日 - 江部乙村（現・滝川市）、奈井江村（現・奈井江町）、新十津川村（現・新十津川町）、浦臼村（現・浦臼町）に業務地区を拡大[6]。
- 1950年（昭和25年）4月1日 - 中小企業等協同組合法に基づく信用協同組合に転換[6]。
- 1951年（昭和26年）10月20日 - 信用金庫に転換、中空知信用金庫（通称：なかしん）に改組[6]。
- 1957年（昭和32年）7月16日 - 浜益支店開設（石狩支庁1号店）、浜益村（現・石狩市）に業務区域拡大[6]。

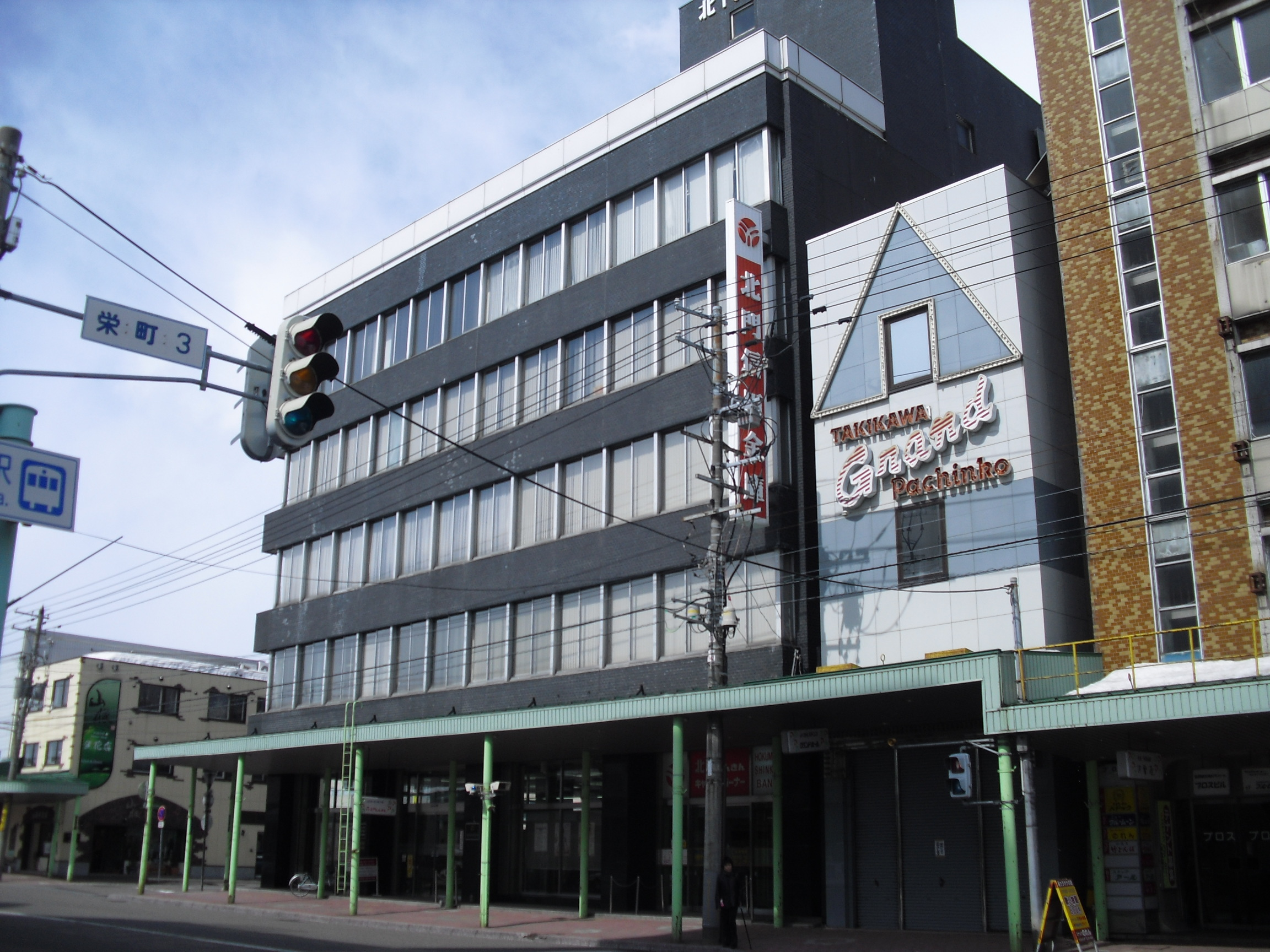
旧本店ビル（2010年4月）

- 1964年（昭和39年）4月 - 深川市、妹背牛町に業務地区を拡大。
- 1964年（昭和39年）10月14日 - 鉄筋コンクリート造地下一階5階建ての新本店ビルを竣工、信用金庫の「S」をモチーフとして青と銀で清冽なイメージと札幌と旭川へ向かい発展する姿を表した電通デザインのロゴマークを制定[6]。
- 1965年（昭和40年）2月12日 - 美唄市・岩見沢市に業務区域拡大[6]。
- 1967年（昭和42年）1月31日 - 札幌市・江別市に業務地区を拡大[6]。
- 1968年（昭和43年）11月21日 - 札幌支店開設（札幌市内1号店）[6]。
- 1971年（昭和46年）5月28日 - 千歳市・恵庭市・広島町（現・北広島市）に業務地区を拡大[6]。
- 1974年（昭和49年）5月8日　三笠市、栗沢町（現・岩見沢市）、北村（現・岩見沢市）、月形町、当別町、新篠津村に業務地区を拡大[2]。
- 1976年（昭和51年）5月27日　石狩町（現・石狩市）、厚田村（現・石狩市）に業務地区を拡大[2]。
- 1978年（昭和53年）10月 - 創業30周年を機に北門信用金庫に名称変更[2]。
- 1980年（昭和55年）12月3日 - 栗山町、由仁町、長沼町、雨竜町に業務地区を拡大[2]。
- 1981年（昭和56年）9月1日 - 両替商業務取扱開始[2]。
- 1985年（昭和60年）6月 - カードローン取扱開始[2]。
- 1987年（昭和62年） - 全店にATM・CD設置が完了[2]。
- 1989年（平成元年）6月 - 苫小牧市に業務地区を拡大。
- 1994年（平成5年）5月 - 小樽市に業務地区を拡大。
- 2001年（平成13年）
  - 3月 - 旭川信用金庫と合併する富良野信用金庫店舗のうち、中空知地区4店舗の事業譲受合意。
  - 9月17日 - 富良野信用金庫より、4店舗を継承。富良野信用金庫芦別支店は芦別支店に、富良野信用金庫赤平支店は赤平支店に、富良野信用金庫滝川支店は本店に継承し、富良野信用金庫上芦別支店はそのまま北門信用金庫上芦別支店として存置。
- 2006年（平成18年）6月16日 - 営業店において発生した顧客預金の着服、流用等の事実を信用金庫法で規定された届け出を怠ったことにより、北海道財務局より業務改善命令が行われる[7]。
- 2015年（平成27年）2月24日 - 北洋銀行と債権流動化に関する業務提携を締結[8]。
- 2018年（平成30年）10月9日 - 創立70周年を機に栄町3-3再開発地区の新社屋に移転[9][10]。鉄骨造5階建て延べ面積3,763.91平米、「市民の集いの場」をコンセプトに市民ギャラリーも併設された[11]。
- 2022年（令和4年）4月1日 - この日より未利用口座管理手数料を新設した[12]。

## totoの払い戻し店
スポーツ振興くじ（toto）当選券の払い戻し店は以下の店舗でのみ取り扱う。
- 本店（滝川市）
- 砂川支店（砂川市）
- 篠路支店（札幌市北区）